# Gillick Rock
Der Gillick Rock ist ein isolierter Nunatak im westantarktischen Marie-Byrd-Land. Er ragt 13 km nordöstlich des Mount Flint am nordwestlichen Ende der McCuddin Mountains auf.
Der United States Geological Survey kartierte ihn anhand eigener Vermessungen und Luftaufnahmen der United States Navy aus den Jahren von 1959 bis 1965. Das Advisory Committee on Antarctic Names benannte den Nunatak 1975 nach Leutnant Thomas Lee Gillick von den Reservestreitkräften der US Navy, Hubschrauberpilot zur Unterstützung von Wissenschaftlern des United States Antarctic Program während der Operation Deep Freeze der Jahre 1970 und 1971.